# Chris Andersen
Christopher Claus Andersen (Long Beach, 7 juli 1978) is een Amerikaans voormalig basketballer.

## Carrière
Andersen speelde collegebasketbal voor de Blinn Buccaneers van 1997 tot 1999. Hij werd niet gekozen in de NBA draft van 1999 omdat hij niet wist dat hij zich moest aanmelden hiervoor. Hij speelde daarna voor de Texas Ambassadors en speelde met hen oefenwedstrijden. Zo ook in China waar hij opviel bij de Jiangsu Dragons waar hij een contract tekende in december 1999. In maart 2000 tekende hij bij New Mexico Slam uit de IBL. Hij tekende daarna voor de Dakota Wizards uit de IBA maar vertrok alweer voor het seizoen startte maar tekende daarop wel voor reeksgenoot Fargo-Moorhead Beez. Zijn contract werd ontbonden in januari 2001. Hij speelde hierna nog voor de Sugarland Sharks uit de Southwest Basketball League.
Hij speelde in de zomer van 2001 voor de Cleveland Cavaliers in de NBA Summer League en tekende daarna een contract bij de Phoenix Suns. Zijn contract werd begin oktober 2001 ontbonden. Hij werd daarop als eerste speler gekozen in de eerste National Basketball Development League Draft door de Fayetteville Patriots. Na amper twee wedstrijden voor de Patriots kreeg hij een kans bij de Denver Nuggets als eerste speler uit de NBDL. Bij de Nuggets speelde hij van 2001 tot in 2004.
Hij tekende in 2004 als vrije speler bij de New Orleans Hornets. In 2006 werd Andersen geschorst voor het breken van de dopingregels. In maart 2008 mocht hij weer spelen en tekende opnieuw bij de Hornets. In juli 2008 keerde hij terug naar de Denver Nuggets. Zijn contract werd in juli 2012 ontbonden om onder het loonplafond te komen. Hij tekende in januari 2013 een tien dagen contract bij de Miami Heat. Dat nog eens met tien dagen werd verlengd en uiteindelijk verlengd werd voor de rest van het seizoen. Hij won met de club het NBA-kampioenschap in 2013. 
In februari 2016 werd hij geruild naar de Memphis Grizzlies in een ruil waarbij ook de Charlotte Hornets betrokken waren. Andere spelers in deze ruil waren P.J. Hairston, Brian Roberts, Courtney Lee en meerdere draftpicks. In juli 2016 tekende hij een contract bij de Cleveland Cavaliers. In februari 2017 werd hij geruild naar de Charlotte Hornets voor een draftpick. Zijn contract werd echter meteen ontbonden.
In maart 2018 tekende hij een contract bij de BIG3. Hij werd in de BIG3 draft gekozen als vierde door de Power en won met hen het kampioenschap in 2018. Hij speelde ook nog in het seizoen 2019 maar viel uit na een knieblessure.

## Erelijst
- NBA-kampioen: 2013
- BIG3-kampioen: 2018

## Statistieken

### Regulier seizoen
| Seizoen  | Team                              | WG                                | WS                                | MPW                               | 2P%                               | 3P%                               | FW%                               | RPW                               | APW                               | SPW                               | BPW                               | PPW                               |
| -------- | --------------------------------- | --------------------------------- | --------------------------------- | --------------------------------- | --------------------------------- | --------------------------------- | --------------------------------- | --------------------------------- | --------------------------------- | --------------------------------- | --------------------------------- | --------------------------------- |
| 2001/02  | Denver Nuggets                    | 24                                | 1                                 | 10,9                              | 33,8                              | 0,0                               | 78,6                              | 3,2                               | 0,3                               | 0,3                               | 1,2                               | 3,0                               |
| 2002/03  | Denver Nuggets                    | 59                                | 3                                 | 15,4                              | 40,0                              | 0,0                               | 55,0                              | 4,6                               | 0,5                               | 0,5                               | 1,0                               | 5,2                               |
| 2003/04  | Denver Nuggets                    | 71                                | 0                                 | 14,5                              | 44,3                              | 0,0                               | 58,9                              | 4,2                               | 0,5                               | 0,5                               | 1,6                               | 3,4                               |
| 2004/05  | New Orleans Hornets               | 67                                | 2                                 | 21,3                              | 53,4                              | 0,0                               | 68,9                              | 6,1                               | 1,1                               | 0,2                               | 1,5                               | 7,7                               |
| 2005/06  | New Orleans Hornets               | 32                                | 2                                 | 17,8                              | 57,1                              | –                                 | 47,6                              | 4,8                               | 0,2                               | 0,3                               | 1,3                               | 5,0                               |
| 2006/07  | Speelde niet door dopingschorsing | Speelde niet door dopingschorsing | Speelde niet door dopingschorsing | Speelde niet door dopingschorsing | Speelde niet door dopingschorsing | Speelde niet door dopingschorsing | Speelde niet door dopingschorsing | Speelde niet door dopingschorsing | Speelde niet door dopingschorsing | Speelde niet door dopingschorsing | Speelde niet door dopingschorsing | Speelde niet door dopingschorsing |
| 2007/08  | New Orleans Hornets               | 5                                 | 0                                 | 6,8                               | 28,6                              | –                                 | 50,0                              | 1,8                               | 0,0                               | 0,0                               | 0,8                               | 1,2                               |
| 2008/09  | Denver Nuggets                    | 71                                | 1                                 | 20,6                              | 54,8                              | 20,0                              | 71,8                              | 6,2                               | 0,4                               | 0,6                               | 2,5                               | 6,4                               |
| 2009/10  | Denver Nuggets                    | 76                                | 0                                 | 22,3                              | 56,6                              | 0,0                               | 69,5                              | 6,4                               | 0,4                               | 0,6                               | 1,9                               | 5,9                               |
| 2010/11  | Denver Nuggets                    | 45                                | 0                                 | 16,3                              | 59,9                              | 0,0                               | 63,7                              | 4,9                               | 0,4                               | 0,5                               | 1,3                               | 5,6                               |
| 2011/12  | Denver Nuggets                    | 32                                | 1                                 | 15,2                              | 54,6                              | –                                 | 61,0                              | 4,6                               | 0,2                               | 0,6                               | 1,4                               | 5,3                               |
| 2012/13  | Miami Heat                        | 42                                | 0                                 | 14,9                              | 57,7                              | 66,7                              | 67,7                              | 4,1                               | 0,4                               | 0,4                               | 1,0                               | 4,9                               |
| 2013/14  | Miami Heat                        | 72                                | 0                                 | 19,4                              | 66,4                              | 25,0                              | 71,0                              | 5,3                               | 0,3                               | 0,4                               | 1,3                               | 6,6                               |
| 2014/15  | Miami Heat                        | 60                                | 20                                | 18,9                              | 58,0                              | 30,8                              | 66,7                              | 5,0                               | 0,7                               | 0,4                               | 1,0                               | 5,3                               |
| 2015/16  | Miami Heat                        | 7                                 | 1                                 | 5,1                               | 40,0                              | 40,0                              | 75,0                              | 1,3                               | 0,4                               | 0,1                               | 0,4                               | 1,9                               |
| 2015/16  | Memphis Grizzlies                 | 20                                | 14                                | 18,3                              | 54,8                              | 22,2                              | 68,8                              | 4,5                               | 0,5                               | 0,7                               | 0,5                               | 4,6                               |
| 2016/17  | Cleveland Cavaliers               | 12                                | 0                                 | 9,5                               | 40,9                              | 0,0                               | 71,4                              | 2,6                               | 0,4                               | 0,4                               | 0,6                               | 2,3                               |
| Carrière | Carrière                          | 695                               | 45                                | 17,7                              | 53,2                              | 22,1                              | 65,4                              | 5,0                               | 0,5                               | 0,4                               | 1,4                               | 5,4                               |

### Play-offs
| Seizoen  | Team              | WG | WS | MPW  | 2P%  | 3P% | FW%  | RPW | APW | SPW | BPW | PPW |
| -------- | ----------------- | -- | -- | ---- | ---- | --- | ---- | --- | --- | --- | --- | --- |
| 2003/04  | Denver Nuggets    | 5  | 0  | 6,8  | 33,3 | –   | 0,0  | 2,8 | 0,4 | 0,2 | 0,4 | 1,2 |
| 2008/09  | Denver Nuggets    | 15 | 0  | 21,9 | 63,0 | 0,0 | 65,9 | 6,3 | 0,6 | 0,3 | 2,1 | 6,5 |
| 2009/10  | Denver Nuggets    | 6  | 0  | 19,3 | 52,9 | –   | 64,3 | 4,5 | 0,2 | 0,2 | 1,0 | 4,5 |
| 2010/11  | Denver Nuggets    | 5  | 0  | 14,6 | 63,6 | –   | 71,4 | 2,8 | 0,6 | 0,6 | 1,4 | 4,8 |
| 2012/13  | Miami Heat        | 20 | 0  | 15,2 | 80,7 | –   | 73,5 | 3,8 | 0,2 | 0,5 | 1,1 | 6,4 |
| 2013/14  | Miami Heat        | 18 | 0  | 17,6 | 57,9 | 0,0 | 68,4 | 5,9 | 0,3 | 0,3 | 1,0 | 5,1 |
| 2015/16  | Memphis Grizzlies | 4  | 2  | 19,8 | 41,7 | –   | 62,5 | 7,8 | 0,8 | 0,5 | 0,8 | 3,8 |
| Carrière | Carrière          | 73 | 2  | 17,1 | 63,1 | 0,0 | 68,9 | 5,0 | 0,4 | 0,4 | 1,2 | 5,3 |

1 Bosh ·
3 Wade ·
6 James ·
9 Lewis ·
11 Andersen ·
13 Miller ·
15 Chalmers ·
22 Jones ·
24 Varnado ·
30 Cole ·
31 Battier ·
34 Allen ·
40 Haslem ·
50 Anthony ·
Coach Spoelstra